# 谢别奥斯
谢别奥斯是7世纪时的亚美尼亚主教和历史学家。 
谢别奥斯的生平鲜为人知，尽管在645年的第温教会理事会决议的签名上写着“巴格拉提德的主教谢别奥斯”。 他的著作作为记载六世纪亚美尼亚及其周围地区的少数完整的幸存文献之一，具有很高的价值。  谢别奥斯的历史包含从亚美尼亚萨珊霸权时期到661年穆斯林征服时期的详细描述。 他的《历史》于1851年在伊斯坦布尔首次出版。 

## 著作
謝別奧斯所著的《希拉克略历史》记载了从五世纪末到661年的事件。  第一部分从亚美尼亚的神话基础开始，记载了《哈伊克与贝勒国王》 ，并从570年瓦尔丹马米科尼扬 二世 崛起开始带入了当代历史。 从那里，他讲述了波斯与拜占庭之间的斗争和同盟。 
代表犹太所有部落的十二个民族聚集在埃德萨城。当他们看到波斯军队已经和平离开了这座城市时，他们关上了大门，设防了自己。他们拒绝参加罗马贵族的军队。因此，拜占庭皇帝希拉克略下令围攻它。当犹太人意识到他们无法从军事上抵抗他时，他们承诺要和平。他们打开城门，走到他面前，希拉克略命令他们走过去，留在自己的地方。于是他们离开了，走过沙漠，穿过塔赫卡斯坦阿拉伯，到了以实玛利的儿子们。犹太人呼吁阿拉伯人提供帮助，并使他们熟悉旧约圣经中的关系。尽管阿拉伯人深信与他们的亲密关系，但由于宗教上的分歧，他们无法从众多人中达成共识。在那个时期，他们中的一个人，一个以实玛利儿子的名字叫穆罕默德的人，出了名。向他们展示了一条关于真理之道的讲道，据说是在上帝的命令下进行的，马哈默德教他们认出亚伯拉罕的上帝，特别是因为他对摩西的历史了解和知识渊博。因为命令来自上级，所以他命令他们聚集在一起并团结在一起。他们放弃了对虚荣事物的崇敬，转而向永生的上帝-他的父亲亚伯拉罕出现了。穆罕默德（Mahmed）立法规定，他们不吃腐肉，不喝酒，不讲谎言，不通奸。他说：“上帝向亚伯拉罕和他的儿子继子应许了那个国家，直到永远。当上帝爱以色列时，应许的应验就实现了。但是，你现在是亚伯拉罕的儿子，上帝将履行亚伯拉罕和他儿子对你的应许。只爱亚伯拉罕的上帝，就去拿上帝赐给你父亲亚伯拉罕的国家。没有人能在战争中成功抵抗你，因为上帝与你同在。”
第二部分叙述了新崛起的以实玛利人 （即 阿拉伯人），本节介绍马哈迈德是如何根据亚伯拉罕的共同血统首次建立一个由以实玛利人和犹太人组成的社区的;阿拉伯人通过以实玛利 ，犹太人通过以撒 。  从那里开始，以实玛利人取得了巨大的领土收获，包括他们击败了萨桑王朝 ，叙事以伊斯梅利派军队的分裂和第一菲特纳的开端而告终 。 他将这些事态发展与亚美尼亚联系起来。

## 文献
- The Armenian History attributed to Sebeos, translated, with Notes, by R. W. Thomson, historical Commentary by J. Howard-Johnston, Assistance from T. Greenwood (Translated Texts for Historians), 2 Volumes, Liverpool 1999.
- T. Greenwood, "Sasanian Echoes and Apocalyptic Expectations: A Re-Evaluation of the Armenian History attributed to Sebeos", Le Muséon 115, Fasc. 1—2 (2002) 323—397.

## 外部連結
- Sebeos' History（页面存档备份，存于）
- Translator's Preface（页面存档备份，存于）
- English translation of the History（页面存档备份，存于） - mirror if main site unavailable
- Sebeos' History（页面存档备份，存于）, Russian translation, S.Petersburg 1862.
- Encyclopedia Iranica's Article on Sebeos（页面存档备份，存于）